# Тернопольская область
Терно́польская о́бласть (укр. Терно́пільська о́бласть), разг. Тернопольщина, Тернополье (укр. Тернопільщина, Тернопілля) — область на западе Украины, образована 4 декабря 1939 года. Областной центр — город Тернополь.
В историческо-этнографическом отношении охватывает восточную часть Галиции, западную часть Подолья и южную Волынь. В географическом — расположена на Подольской возвышенности; южная граница Тернопольской области проходит по реке Днестр, восточная — по реке Збруч.
На территории области расположена самая длинная в мире гипсовая пещера Оптимистическая протяжённостью 260 километров, а также одно из «Семи природных чудес Украины» — Днестровский каньон. Также Тернопольщина известна Почаевской лаврой, чудотворной Иконой Божией Матери в Зарванице и духовным центром Зарваницы. По количеству замков (34) Тернопольщина занимает первое место в Украине.
Площадь — 13 824 км² (2,29 % территории Украины), 1 038 923 жителя (1 декабря 2020), в том числе 474 992 человека городских (44,18 %) и 599 931 человека сельских (55,82 %). В области 18 городов, 17 пгт, 1022 сельских населённых пункта, 3 района (до 17 июля 2020 года — 17 районов), 580 сельских советов.
Самая украиноязычная область Украины: по данным переписи 2001 года, украинский родным языком назвали 98,34 % населения области.

## Физико-географическая характеристика

### Географическое положение
Тернопольская область расположена на западе Украины. Граничит на севере с Ровненской, на востоке — с Хмельницкой, на юге — с Черновицкой, на юго-западе — с Ивано-Франковской и на северо-западе — со Львовской областями Украины. Территория — 13 823 км² (2,29 % территории Украины).
Самым северным населённым пунктом области является село Переморовка Кременецкого района. Самых западных тут две — это сёла Шайбовка и Дулябы Тернопольского района. А одновременно самым южным и восточным населённым пунктом является село Окопы Чортковского района.

### Рельеф
Область находится в пределах Подольской возвышенности, крайняя северо-западная часть — на равнинах Малого Полесья. Рельеф области — возвышенный платообразный с общим уклоном с севера на юг. Амплитуда абсолютных высот превышает 300 м, максимальная высота 443 м (в Тернопольском районе в окрестностях села Мечищев на границе с Ивано-Франковской областью), минимальная 116 м (на юго-востоке). Рельеф крайней северо-западной части области низменный холмистый, абсолютные высоты 210—250 м. Плоские и холмистые участки преобладают в центральной части (Тернопольское плато). Отдельно выделяется район Товтр (шириной 6—12 км и высотой 380—400 м), пересекающие центральную часть области с северо-запада на юго-восток. На севере области находятся Кременецкие горы (высоты до 408 м), на крайнем юго-западе — Ополье (высоты 360—400 м). Рельеф Приднестровья холмистый лесной, глубоко разрезанный каньонообразными долинами рек, балками и оврагами; абсолютные высоты 120—170 м. На юго-востоке преобладают карстовые формы рельефа.

### Геологическое строение и полезные ископаемые
Территория Тернопольской области находится на Волыно-Подольской плите Восточно-Европейской платформы. На глубине 1500—3000 метров залегает докембрийский кристаллический фундамент. Сверху он покрыт осадочными породами.
Самыми древними отложениями, которые выходят на поверхность области, являются породы верхнего силура (в долине Днестра, ниже по течению от села Днестровское — и до Збруча). Они представлены доломитами, доломитовыми мергелями, известняками, аргилитами и алевролитами. Девонские породы залегают на силурийских породах и встречаются к западу от села Днестровское в долине Днестра, а также в долинах его притоков (Золотой Липы, Стрыпы, Серета, Коропца, Ничлавы). Представлены они доломитами, известняками, красноцветными песчаниками, глинами и аргилитами.
Из периода мезозоя на Тернопольщине выход на поверхность имеют породы юра и мела. В частности, породы юрского периода встречаются в юго-западной части области, а также в долинах Днестра и его притоков (Золотой Липы и Коропца). Они представлены глинами, аргилитами, песчаниками, доломитами, известняками и конгломератами. Породы же меловой системы наиболее распространены в Малом Полесье, а также в долинах рек бассейна Припяти, Золотой Липы, Коропца, верховьев Серета и Стрыпы. Это — известняки, песчаники, мергели, мел, мелоподобные известняки.
Наибольшую площадь Тернопольской области покрывают породы кайнозоя. Представлены породы из всех его периодов. Породы палеогена не имеют значительной толщины и залегают в долинах Вилии и Горыни. Это — пески, песчаники и мергели. Наиболее распространёнными отложениями в Тернопольской области являются породы нижнего неогена. Они представлены песками, глинами, песчаниками, известняками, гипсами, мергелями и бурым углём.
В области можно выделить три геоморфологических района: Малое Полесье, Подолье и Ополье.
Малое Полесье представлено денудационными плосковолнистыми, слабоволнистыми и местами ступенчатыми равнинами. На них надвигался ледник. Встречаются песчаные холмы — «гривы». Кое-где встречаются холмы-останцы и углубления карстового происхождения.
Бо́льшую часть территории Подолья занимают лёссовые плато. На севере и в средней части речные долины здесь слабо врезаны — до 80—100 метров. На юге речные долины расчленены значительно сильнее — до 150 метров и больше. В южной части — Приднестровье — достаточно распространены карстовые формы рельефа: пещеры, озёра, лейко- и блюдоподобные понижения. Здесь же значительно распространены овраги и глубоко врезаные каньйоноподобные долины рек.
Водораздельная структурно-денудацийная возвышенность, слабо преобразованная нагромождением лёссовых отложений, занимает территорию Кременецких гор и Медоборов. В Кременецких горах много уступов, впадин, оврагов, оврагоподобных долин и гор-останцов. Товтровый кряж состоит из известняковых холмов и гряд со значительными уступами с южной стороны.
В Тернопольской области имеются значительные запасы строительного минерального сырья (известняки, мел, мергель, гипс, кварцевые пески, песчаники, кирпично-черепичные глины, суглинки, гравийно-галечниковые материалы). Есть также запасы торфа и небольшие залежи бурого угля. Есть значительные запасы минеральных лечебных вод, которые могут использоваться при заболеваниях внутренних органов, опорно-двигательного аппарата и других болезнях. Разведаны источники гидрокарбонатных, хлоридных, сероводородных и сульфатных вод.

### Почвы и земельные ресурсы
Почвы Тернопольской области образовались в результате взаимодействия материнской породы (подпочва), климата, растительности, микроорганизмов. Основы почвообразования породы в области — лёсс и лёссоподобные суглинки, известняки, глины, аллювиальные отложения. Эти породы на территории с равнинным рельефом и лесостепной растительностью стали основой для формирования разных типов почв.
Наибольшую площадь в области (около 72 %) занимают лесостепные оподзоленные почвы:
- чернозёмы
- светло-серые
- серые лесные
- тёмно-серые

Самые распространённые — чернозёмы оподзоленные. Они занимают междуречье рек Стрипа и Серет и пологие склоны холмов. Отличаются глубокой гумусованостью: гумусовый слой имеет глубину 83-90 см, гумусовая расцветка наблюдается и в материнской породе, содержание гумуса в верхнем горизонте — 3,6—3,9 %.
Из общей площади земельного фонда, которая составляет 1382,4 тыс. гектаров, 85 % составляют земли, используемые для ведения сельского хозяйства. Распаханность территории составляет 64 %. Пахотные земли в структуре сельскохозяйственных угодий составляют 84,2 % (около 890 тыс. гектаров), что является одим из наивысших показателей на Украине.

### Гидрография

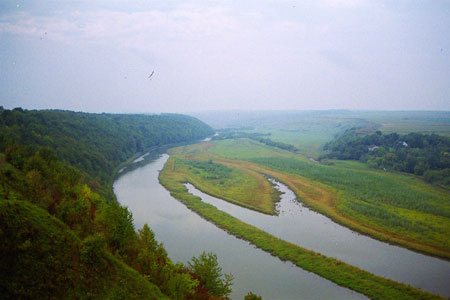
Река Збруч в Чортковском районе

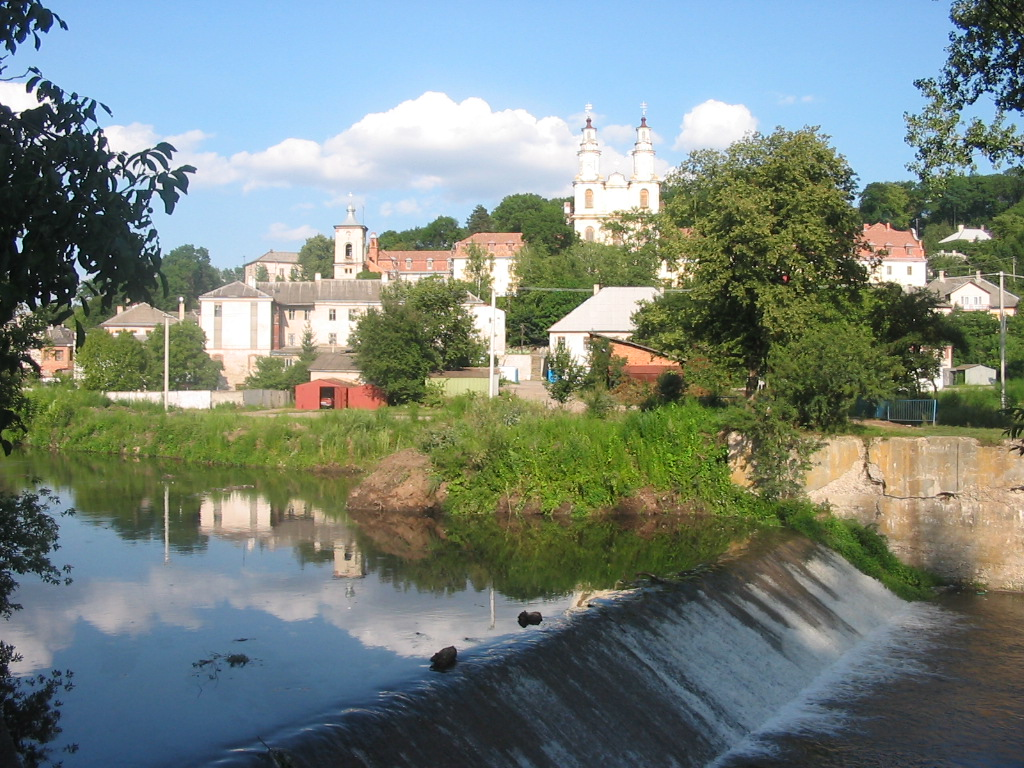
Река Стрипа в Бучаче

По территории области протекают 120 рек, протяжённостью более 10 км каждая. Они относятся к бассейнам Днестра (Золотая Липа, Коропец, Стрыпа, Джурин, Серет, Ничлава, Збруч, Гнилая, Тайна) и Припяти (Горынь, Горынка, Иква, Жердь, Жирак). Днестр протекает на юге по границе с Ивано-Франковской и Черновицкой областями. Реки питаются дождевыми, снеговыми и подземными водами. На территории области находится около 270 прудов и водохранилищ, в том числе часть Днестровского водохранилища. На реке Джурин расположен самый крупный равнинный водопад Украины — Джуринский (Червоноградский).

### Рекреационные ресурсы
Около 200 тыс. гектаров ландшафтных территорий области (15 % общей площади) имеют рекреационное значение. На Тернопольщине свыше 400 территорий и объектов природно-заповедного фонда, в том числе заповедник Медоборы, 89 заказников, среди которых 15 государственного значения, 308 памятников природы, в том числе 12 государственного значения, 18 парков — памятников садово-паркового искусства, из них 4 государственного значения.
Основными объектами экскурсионного туризма являются Товтровый кряж, Кременецкие горы, Днестровский каньон, карстовые пещеры (среди них крупнейшая пещера Европы — Оптимистическая).

## История

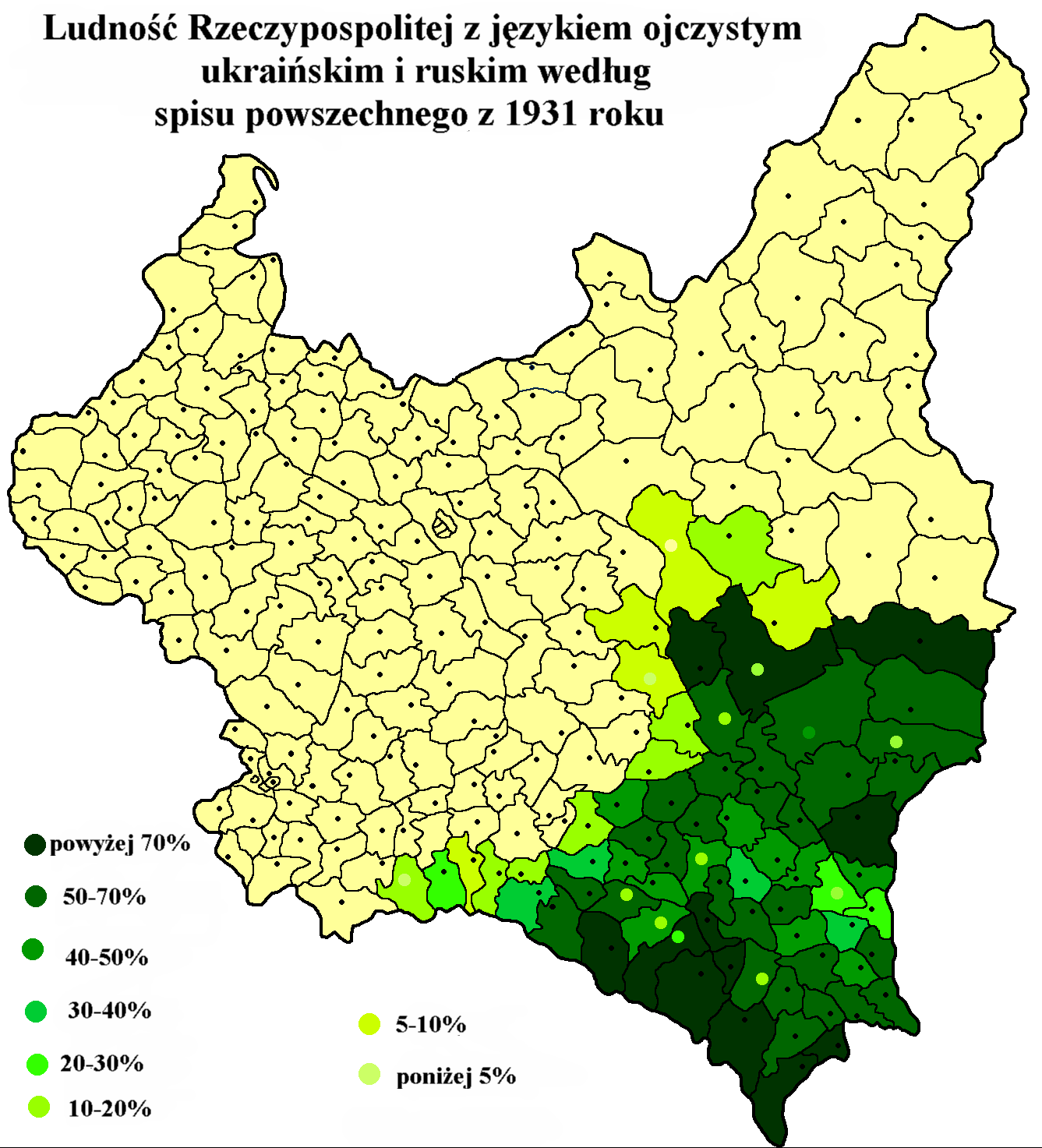
Украинский язык в междувоенной Польше по переписи 1931 года

Следы существования человека на территории Тернопольской области относятся к палеолиту. Слой III на среднепалеолитической стоянке Великий Глыбочек 1 имеет термолюминесцентную дату 175 ± 13 тыс. лет назад. К среднему палеолиту относится стоянка Буглов. На окраине города Кременец, на склоне горы Куличивка, на правом берегу реки Иква находится позднепалеолитический археологический памятник Куличивка.
Около села Петриков найдено парное захоронение эпохи бронзы, относящееся к высоцкой культуре, датируемой 1100—600 годами до нашей эры.
В пещере Вертеба найдено палеолитическое поселение Бильче-Золотое, два поселения трипольской культуры, курганные захоронения ранних скифов (VI—V века до н. э.).
Восточные славяне, которые заселяли современную территорию Украины, в IV веке образовали крупное объединение племён, известное под названием антов.
В IX—XIII веках в Медоборах на берегу реки Збруч находился Збручский культовый центр, который имел сложную структуру и состоял из трёх городков-святилищ (Бохит, Звенигород, Говда) на правом берегу Збруча и, возможно, одного святилища на левом берегу Збруча (Иванковцы, урочище Замчище).
Большая часть территории Тернопольской области, вместе с Львовской и Ивано-Франковской, является частью исторической области Галиция. Этот регион входил в состав Киевской Руси, Волынского, Теребовльского, Галицкого и Галицко-Волынского княжеств, а начиная с XIV века находился в составе Польши, Речи Посполитой (1349—1772), Австрии (королевства Галиции и Лодомерии, 1772—1918), Российской империи (1809—1815), Польши (1918—1939), СССР (1939—1941), под немецкой оккупацией (1941—1944), CCCP (1944—1991).
Большая часть Кременецкого района (на его территории расположена Почаевская лавра), полностью или частично относится к исторической области Волынь. Эти земли входили в состав Волынской губернии Российской империи с 1795 года и отошли Польше в 1921 году по Рижскому договору.
Тернопольская область всегда была и остаётся аграрным краем. Однако с началом индустриализации во второй половине XIX века на территории современной Тернопольской области работали 8 паровых и 680 небольших водяных мельниц, 170 спиртных и пивоваренных заводов, количество которых в 1910 году выросло до 390. Важное значение для хозяйственного развития края имело строительство железнодорожных дорог в XIX веке. В 1939 году на Тернопольщине было около 1700 предприятий, на которых работало всего около 8800 рабочих.
До 9 августа 1944 года носила название Тарнопольская область (центр — город Тарнополь).
Пережив разрушение времён Великой Отечественной войны, Тернопольская область за послевоенные годы развила свой агропромышленный потенциал. Возникли новые отрасли промышленности: машиностроение, химическая промышленность, приборостроение, промышленность строительных материалов и другие. Тернополь стал одним из индустриальных и культурных центров Украины.

## Население

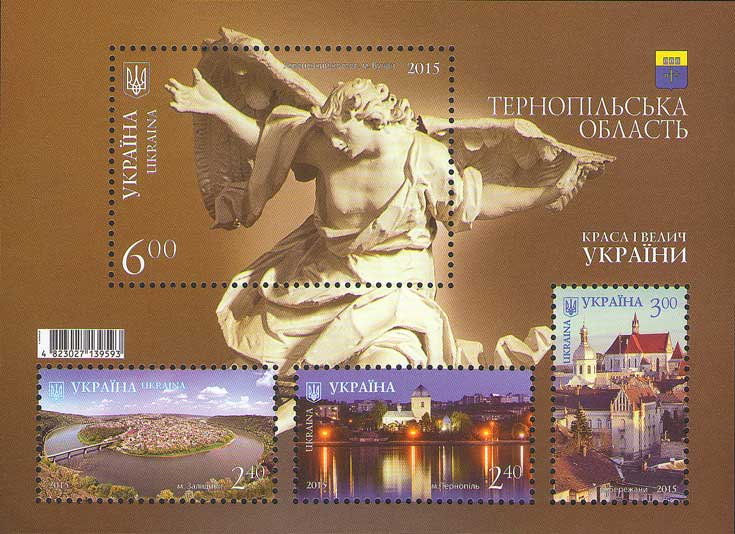
Почтовый блок Украины

Численность наличного населения области на 1 января 2020 года составляет 1 038 695 человек, в том числе городского населения 473 727 человек, или 45,6 %, сельского — 564 968 человек, или 54,4 %.

### Численность
Динамика изменения количества населения в Тернопольской области согласно данным переписей и областного управления статистики такая (в тысячах человек):
- 1433,6 (1940);
- 1085,6 (1959);
- 1152,6 (1970);
- 1163,1 (1979);
- 1180,3 (1993);
- 1177,7 (1995);
- 1175,4 (1996);
- 1172,3 (1997);
- 1168,4 (1998);
- 1163,9 (1999);
- 1152,7 (2000);
- 1142,4 (2001);
- 1141,3 (2002);
- 1134,2 (2003);
- 1126,6 (2004);
- 1119,6 (2005);
- 1112,1 (2006);
- 1105,4 (2007);
- 1098,6 (2008);
- 1093,3 (2009);
- 1088,9 (2010);
- 1084,1 (2011);
- 1080,4 (2012).

Максимум численности населения Тернопольской области был достигнут накануне Великой Отечественной войны. По численности жителей по состоянию на 1 января 2003 Тернопольщина занимала предпоследнее место среди областей Украины.
С конца 1980-х темпы естественного прироста населения значительно уменьшились. Если в 1960 году в расчёте на 1000 жителей рождалось 21,7 и умирало 7,9 человека, в 1992 — соответственно 13,8 и 13,9 человека, то в 2002 — 9,2 и 14,4 человека. Естественный прирост населения постоянно уменьшался:
- 1960 +13,8 %,
- 1992 −0,1 %,
- 2002 −5,2 %;
- 2013 −4,1 %.

В 2013 году на 1000 жителей рождалось 10,3 и умирало 14,4 человека. Естественный прирост −4,1.
В Тернопольской области с 1992 года наблюдается сокращение количества населения. В 2002—2003 здесь стало на 7 тыс. жителей меньше. Особенно неблагоприятна возрастная структура населения в сельской местности: дети составляют 20,5 %, люди пожилого возраста — 29,8 %, работоспособные — 49,7 %. Это обуславливает дальнейшее увеличение показателей смертности и демографической нагрузки. В области преобладает сельское население — 55,81 %.

Численность населения области по данным Государственной службы статистики на 1 октября 2013 года составила 1 074 923 человека (что на 492 человека меньше, чем 1 сентября), в том числе городское население — 474 992 человека (44,19 %), сельское — 599 931 человек (55,81 %). Постоянное население — 1 071 672 человека, в том числе городское население — 470 307 человек (43,88 %), сельское — 601 365 человек (56,12 %).

### Национальный состав
Национальный состав населения, по переписи 1970: украинцы — 96,1 %, русские — 2,3 %, поляки — 1 %, евреи — 0,5 %.
По национальному составу населения Тернопольская область является самой мононациональной на Украине. При этом, по данным Всеукраинской переписи население 2001 года, на территории Тернопольской области проживают представители 85 национальностей и народностей, среди которых наиболее многочисленны следующие:
| национальность        | количество чел. (тыс.) | В % к 2001 году | В % к 1989 году |
| --------------------- | ---------------------- | --------------- | --------------- |
| украинцы              | 1113,5                 | 97,8            | 96,8            |
| русские               | 14,2                   | 1,2             | 2,3             |
| поляки                | 3,9                    | 0,3             | 0,6             |
| белорусы              | 1,0                    | 0,1             | 0,1             |
| другие национальности | 5,9                    | 0,6             | 0,2             |

### Языковой состав

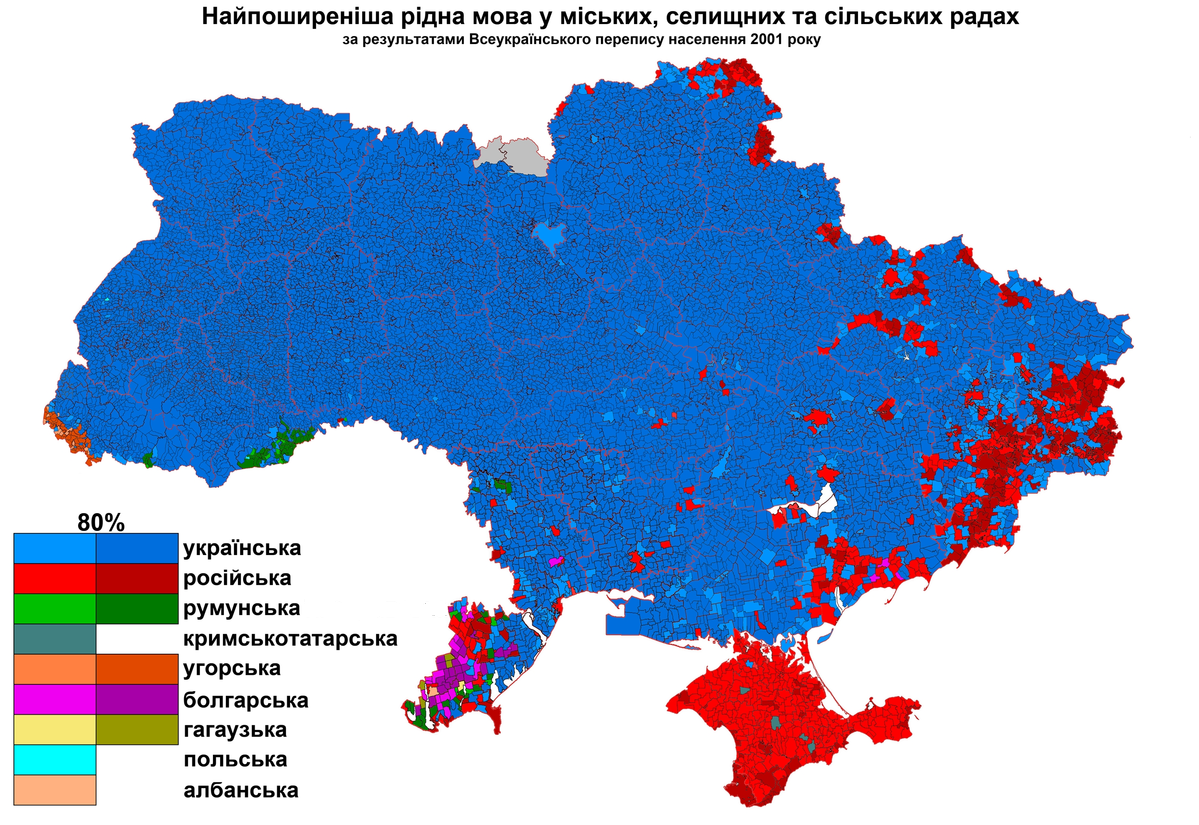
По данным переписи 2001 года более 98 % населения Тернопольской области назвали украинский язык родным — он преобладает во всех городах и местных советах региона

Тернопольская область была одной из немногих областей Украинской ССР, где доля украиноязычных возрастала несмотря на проводимую в СССР русификацию Украины. Родной язык населения Тернопольской области по результатам переписей населения, %
|            | 1959 | 1970 | 1989 | 2001 |
| ---------- | ---- | ---- | ---- | ---- |
| Украинский | 94,6 | 97,1 | 97,3 | 98,3 |
| Русский    | 2,9  | 2,6  | 2,5  | 1,2  |
| Другие     | 2,5  | 0,3  | 0,2  | 0,2  |

Родной язык населения Тернопольской области по данным переписи 2001 года:
|                       | Украинский | Русский |
| --------------------- | ---------- | ------- |
| Тернопольская область | 98,3       | 1,2     |
| г. Тернополь          | 94,8       | 3,4     |
| Бережанский район     | 99,3       | 0,6     |
| Борщёвский район      | 99,2       | 0,7     |
| Бучачский район       | 99,6       | 0,3     |
| Гусятинский район     | 99,4       | 0,4     |
| Залещицкий район      | 99,5       | 0,5     |
| Збаражский район      | 98,3       | 1,6     |
| Зборовский район      | 99,7       | 0,2     |
| Козовский район       | 99,6       | 0,3     |
| Кременецкий район     | 98,7       | 1,1     |
| Лановецкий район      | 99,2       | 0,7     |
| Монастырисский район  | 99,6       | 0,3     |
| Подволочисский район  | 99,5       | 0,4     |
| Подгаецкий район      | 99,8       | 0,1     |
| Теребовлянский район  | 99,4       | 0,5     |
| Тернопольский район   | 99,5       | 0,4     |
| Чортковский район     | 98,3       | 1,5     |
| Шумский район         | 99,4       | 0,5     |

Украинский язык является единственным официальным языком на всей территории области.
6 ноября 2018 года решением Тернопольского областного совета в Тернопольской области был введён мораторий на публичное использование русскоязычного культурного продукта.
По данным опроса, проведённого Социологической группой «Рейтинг» с 16 ноября по 10 декабря 2018 года в рамках проекта «Портрети Регіонів», 95 % жителей Тернопольской области считали, что украинский язык должен быть единственным государственным языком на всей территории Украины. 2 % считали, что украинский язык должен быть единственным государственным языком, а русский — вторым официальным в некоторых регионах страны. 3 % затруднились с ответом.
В 2022 году решением Тернопольского областного совета в Тернопольской области утверждена «Областная программа развития и функционирования украинского языка в Тернопольской области на 2023—2027 годы», главными целями которой являются усиление позиций украинского языка в различных сферах общественной жизни региона и украинизация беженцев из других областей Украины.
По данным исследования Центра контент-анализа, проведённого в период с 15 августа по 15 сентября 2024 года, темой которого стало соотношение украинского и русского языков в украинском сегменте социальных сетей, в Тернопольской области на украинском языке писалось 94,6 % сообщений (в 2023 году — 92,0 %, в 2022 году — 85,8 %, в 2020 году — 49,5 %), на русском — 5,4 % (в 2023 году — 8,0 %, в 2022 году — 14,2 %, в 2020 году — 50,5 %).
После провозглашения Украиной независимости в области, как и в стране в целом, происходит постепенная украинизация русифицированной в советское время системы образования. Динамика соотношения языков преподавания в учреждениях общего среднего образования в Тернопольской области:
| Язык преподавания | Учебный год | Учебный год | Учебный год | Учебный год | Учебный год | Учебный год | Учебный год | Учебный год | Учебный год | Учебный год | Учебный год | Учебный год | Учебный год | Учебный год |
| Язык преподавания | 1991/92     | 1992/93     | 1993/94     | 1994/95     | 1995/96     | 2000/01     | 2005/06     | 2007/08     | 2010/11     | 2012/13     | 2015/16     | 2018/19     | 2021/22     | 2022/23     |
| ----------------- | ----------- | ----------- | ----------- | ----------- | ----------- | ----------- | ----------- | ----------- | ----------- | ----------- | ----------- | ----------- | ----------- | ----------- |
| Украинский        | 97,6 %      | 98,0 %      | 98,4 %      | 98,7 %      | 99,0 %      | 99,7 %      | 99,8 %      | 99,9 %      | 99,9 %      | 99,9 %      | 99,9 %      | 99,9 %      | 100,0 %     | 100,0 %     |
| Русский           | 2,4 %       | 2,0 %       | 1,6 %       | 1,3 %       | 1,0 %       | 0,3 %       | 0,2 %       | 0,1 %       | 0,1 %       | 0,1 %       | 0,1 %       | 0,1 %       | —           | —           |

В период с 2012/13 по 2016/17 учебный год в Тернопольской области доля учеников, изучающих русский язык либо в русскоязычных классах, либо как отдельный предмет в классах с украинским языком преподавания, сократилась с 1,93 % до 1,12 %.
По данным Государственной службы статистики Украины в 2023/24 учебном году все 105 619 учащихся в учреждениях общего среднего образования в Тернопольской области обучались в украиноязычных классах.
По данным Государственной службы статистики Украины в 2024/25 учебном году все 101 314 учащихся в учреждениях общего среднего образования в Тернопольской области обучались в украиноязычных классах.

### Конфессиональный состав
В 2019 году в Тернопольской области насчитывалось 1621 религиозных объединений, среди которых приблизительно:
- 757 — УГКЦ (второй по количеству общин регион Украины)
- 495 — Православная церковь Украины
- 117 — УПЦ (МП)
- 80 — Римско-католическая церковь
- 95 — пятидесятники (третий по количеству общин регион)
- 21 — свидетели Иеговы
- 17 — баптисты
- 12 — адвентисты седьмого дня
- 10 — христиане веры евангельской
- 3 — иудеи.

Большинство населения области принадлежит к грекокатолической церкви, за исключением Кременецкого района области (исторически принадлежащего к Волыни) и северной части Тернопольского, где большинство населения — православные.

## Административно-территориальное устройство
Административный центр Тернопольской области — город Тернополь.

### Районы
17 июля 2020 года принято новое деление области на три района:
| № | Район               | Население (тыс. чел.) | Площадь (км²)                      | Административный центр |
| - | ------------------- | --------------------- | ---------------------------------- | ---------------------- |
| 1 | Кременецкий район   | 144,7                 | 2633,9 (19,1 % от площади области) | г. Кременец            |
| 2 | Тернопольский район | 566,9                 | 6161,6 (44,7 % от площади области) | г. Тернополь           |
| 3 | Чортковский район   | 334,3                 | 5027,5 (36,2 % от площади области) | г. Чортков             |

Районы в свою очередь делятся на городские, поселковые и сельские объединённые территориальные общины (укр. об'єднана територіальна громада).

### Города
| - Тернополь - Бережаны - Борщёв - Бучач - Залещики - Збараж | - Зборов - Копычинцы - Кременец - Лановцы - Монастыриска - Подгайцы | - Почаев - Скалат - Теребовля - Хоростков - Чортков - Шумск |

### Общая карта
Легенда карты:
|  | Областной центр, более 200 000 чел. |
|  | от 20 000 до 50 000 чел.            |
|  | от 10 000 до 20 000 чел.            |
|  | от 5000 до 10 000 чел.              |
|  | от 2000 до 5000 чел.                |
|  | от 1000 до 2000 чел.                |

### История деления области
8 декабря 1966 года были образованы Монастырисский и Тернопольский районы.

Районы Тернопольской области до 17 июля 2020 года

Число административных единиц, местных советов и населённых пунктов области до 17 июля 2020 года:
- районов — 17;
- районов в городах — 0;
- населённых пунктов — 1057, в том числе:
  - сельских — 1022;
  - городских — 35, в том числе:
    - посёлков городского типа — 17;
    - городов — 18, в том числе:
      - городов областного значения — 4;[44]
      - городов районного значения — 14;
- сельских советов — 580.

17 районов до 17 июля 2020 года:
| - Бережанский район - Борщёвский район - Бучачский район - Гусятинский район - Залещицкий район - Збаражский район - Зборовский район - Козовский район - Кременецкий район | - Лановецкий район - Монастырисский район - Подволочисский район - Подгаецкий район - Теребовлянский район - Тернопольский район - Чортковский район - Шумский район |

Статусы городов до 17 июля 2020 года:
| Города областного значения: - Тернополь - Бережаны - Кременец - Чортков | Города районного значения: - Борщёв - Бучач - Залещики - Збараж - Зборов - Копычинцы | - Лановцы - Монастыриска - Подгайцы - Почаев - Скалат - Теребовля - Хоростков - Шумск |

### Органы власти
Местное самоуправление в области осуществляет Тернопольский областной совет, исполнительную власть — областная государственная администрация. Главой области является председатель облгосадминистрации, назначаемый Президентом Украины.
На внеочередных выборах в Тернопольский облсовет, которые произошли 15 марта 2009 года, в областной совет прошли такие политические силы:
- Всеукраинское объединение «Свобода» — 34,69 % голосов (50 депутатских мандатов из 120),
- «Единый центр» — 14,2 % (20 мандатов в облсовете),
- Партия регионов — 9,8 % (14 мандатов),
- Блок Юлии Тимошенко — 8,1 % (12 мандатов, от которых все прошедшие по списку БЮТ отказались 11 мая 2009 года[47]),
- Украинская народная партия — 7,99 % (11 мандатов),
- «Наша Украина — Народная самооборона» — 5,52 % (8 мандатов),
- Народный блок Литвина — 3,6 % (5 мандатов).

Против всех проголосовали 6,78 % принявших участие в голосовании.
Губернатор области (глава государственной администрации) — Владимир Любомирович Труш. С конца ноября 2020 года Тернопольский областной совет возглавляет представитель ВО «Свобода» Михаил Головко.
Городской голова Тернополя — С. Надал.

## Экономика
| N | показатель               | единицы          | значение, 2014 г. |
| - | ------------------------ | ---------------- | ----------------- |
| 1 | Экспорт товаров          | млн долларов США | 359,0             |
| 2 | Уд. вес в общеукраинском | %                | 0,7               |
| 3 | Импорт товаров           | млн долларов США | 303,7             |
| 4 | Уд. вес в общеукраинском | %                | 0,6               |
| 5 | Сальдо экспорт-импорт    | млн долларов США | 55,3              |
| 6 | Капитальные инвестиции   | млн гривен       | 2433,1            |
| 7 | Средняя зарплата         | грн.             | 2527              |
| 8 | Средняя зарплата         | долларов США     | 212,6             |

По материалам Комитета статистики Украины (укр.) и Главного управления статистики в Тернопольской области (укр.)

### Аграрный сектор
Аграрный сектор — ведущая отрасль хозяйства Тернопольской области. Его доля в производстве валовой продукции области — свыше 60 %. Аграрный сектор Тернопольской области производит 3 % общеукраинской продукции сельского хозяйства; сахара и спирта — больше 10 %. В настоящее время имеется 1018 тыс. га сельскохозяйственных угодий, в том числе 834 тыс. га пашни — 0,82 га на одного жителя; 9307 тракторов, 2547 зернокомбайнов (на 1000 га пашни приходится 16 тракторов, на 1000 га зерновых — 7 комбайнов). Работают 78,3 тыс. лиц, или 28 % от всех занятых в общественном производстве. После реформирования аграрного сектора были созданы 578 сельхозпредприятий, в том числе частно-арендных − 297, хозяйственных обществ — 247, кооперативов — 14, государственных — 8, других форм − 12, крестьянско-фермерских хозяйств — 721, обслуживающих кооперативов — 25.
В Тернопольской области наибольший удельный вес имеют зернопродуктовый и сахаро-свекольный подкомплексы. Зернопродуктовый подкомплекс объединяет 432 тыс. га посевов зерновых и зернобобовых культур, 15 хлебоприёмных пунктов, свыше 250 мельниц и крупорушек, почти 150 пекарен и цехов. К сахаросвекольному подкомплексу принадлежат 9 сахарозаводов общей производственной мощностью 35 тыс. т на сутки, а также свыше 500 свеклосеющих хозяйств с общей площадью 78 тыс. га. С 1997 года хозяйства области от реализации сахаросырья имеют убытки. Большинство сахарозаводов из-за недостатка сырья уменьшили объёмы производства сахара.

### Промышленность
В структуре промышленного производства Тернопольщины наибольший удельный вес имеют пищевая промышленность, машиностроение, лёгкая промышленность. В структуре производства товаров народного потребления частица продовольственных товаров составляет 71 %. В целом в регионе работают 270 промышленных предприятий, функционирует также 347 малых промышленных предприятий.
Определяющую роль в промышленности области играет г. Тернополь. Здесь расположены ОАО «Ватра», радиозаводы «Орион» и «Сатурн», авторемонтный завод. Лёгкая промышленность представлена ОАО «Текстерно», швейно-галантерейной фабрикой; пищевая промышленность — сахарным, двумя хлебзаводами, двумя пивоваренными заводами, молокозаводом, мясокомбинатом. Из предприятий строительной индустрии выделяется завод железобетонных конструкций, кирпичный, асфальтобетонный и фарфоровый заводы. Также есть предприятия деревообрабатывающей (мебельная фабрика) и химической промышленности (фармацевтическая фабрика).

## Социальные проблемы
С 2008 года в Тернопольской неизменно фиксируется одновременно самый низкий среди всех регионов Украины уровень заработной платы и самый высокий уровень официально зарегистрированной безработицы.

## Культура
В Тернопольской области функционируют 1927 заведений культуры и искусства, из них 927 заведений культуры клубного типа и 927 библиотек, 52 школы эстетического воспитания, 4 государственных музея, два театра, областная филармония, 2 высшие учебные заведения 1—3 степеней аккредитации, областной методический центр народного творчества и областной коммунальный учебно-методический центр. На территории Тернопольской области находится один из наиболее почитаемых монастырей Украинской православной церкви — Почаевская лавра.

## Экология
Анализ экологического состояния за 2001—2003 годы показал, что наибольшим загрязнителям атмосферного воздуха в области принадлежат Гусятинская газокомпрессорная станция, Тернопольское линейное управление магистральных газопроводов, сахарные заводы, тепловые станции. В промышленности больше всего загрязняющих веществ в атмосферный воздух выбрасывается при сжигании топлива в тепловых агрегатах. Наибольший вклад в валовые выбросы загрязняющих веществ в атмосферный воздух Тернопольской области давали предприятия: г. Тернополя — 0,902 тыс. т., Гусятинского района — 1,344 тыс. т., Кременецкого района — 0,954 тыс. т., Тернопольского района −1,317 тыс. т., Чортковского района — 1,211 тыс. т. Наибольшая плотность выбросов на 1 км². наблюдалась в г. Тернополе — 15,203 т. Около 74 % процентов (27,139 тыс. т.) всех выбросов загрязняющих веществ в области выделялось автомобильным транспортом.
Наибольшее использование воды осуществляется из бассейнов рек Серет, Стрыпа, Золотая Липа, Горынь. Меньше отбирается воды из бассейнов рек Збруч, Коропец, Ничлава, Иква.
Основными загрязнителями поверхностных водных источников по данным 2001—2003 годов являлись объекты жилищно-коммунального хозяйства — Чортковской ВУВКГ, Монастырисский, Шумский, Лановецкий, Борщевский, Зборовский комбинаты коммунальных предприятий, Кременецкий ЖКК, Бережанский ГП «Коммунальщик» и др.; предприятия молочной и пищевой промышленности — ОАО «Вишнивецкий сырзавод», ОАО «Монастырисский молокозавод», ОАО «Бережанский маслозавод», ОАО «Агрофуд», Залещицкий консервный завод, объекты здравоохранения, образования и др. Не все населёные пункты Тернопольской обеспечены станциями для очистки сточных вод, обветшали многие действующие очистительных сооружения.
Водной эрозии подвергается больше трети пашни, причём в одних местах она проявляется почти на двух третях пахотных земель, а в других смыву поддаётся больше половины посевных площадей. В результате аварии на ЧАЭС в Тернопольской области остаются частично загрязнёнными цезием-137 18,7 тыс. га сельскохозяйственных угодий, из них 17824 га (94,6 %) составляет пашня, 709 га (3,8 %) — луга и пастбища, 316 га (1,6 %) — многолетние насаждения.

## Достопримечательности

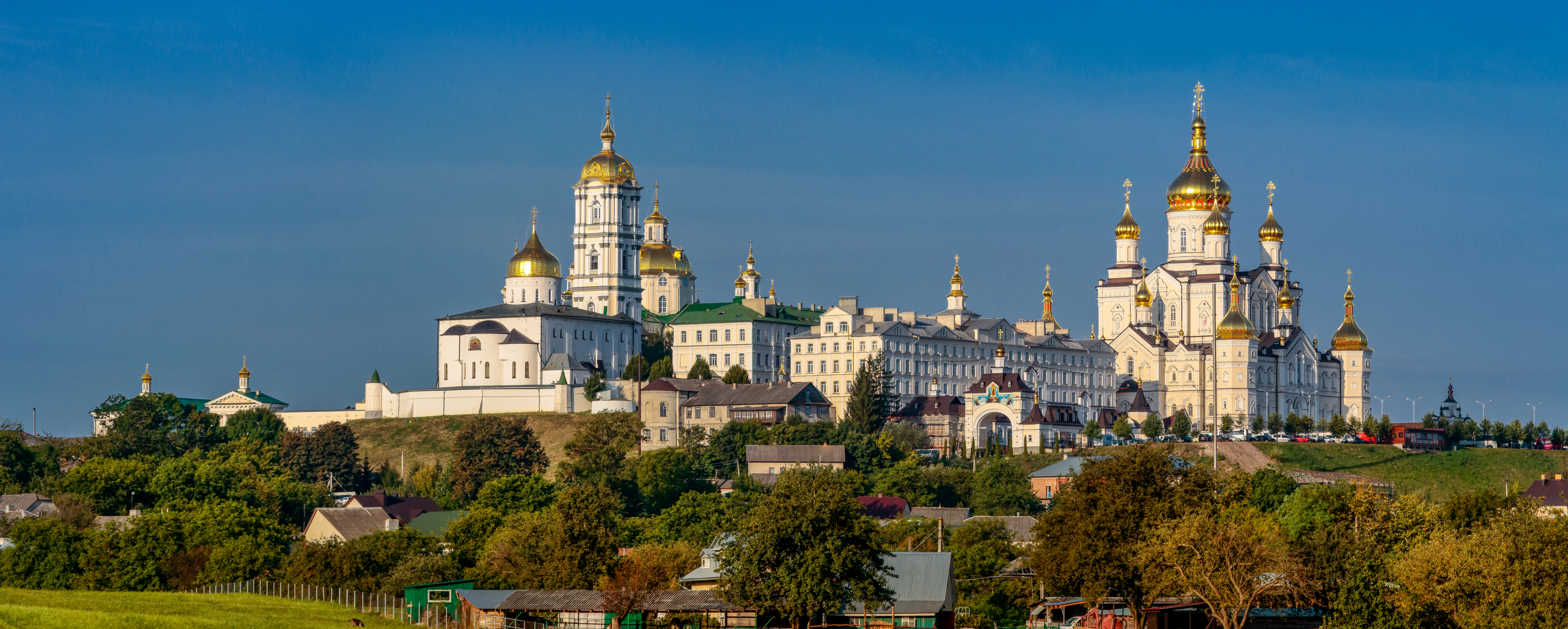
Почаевская лавра

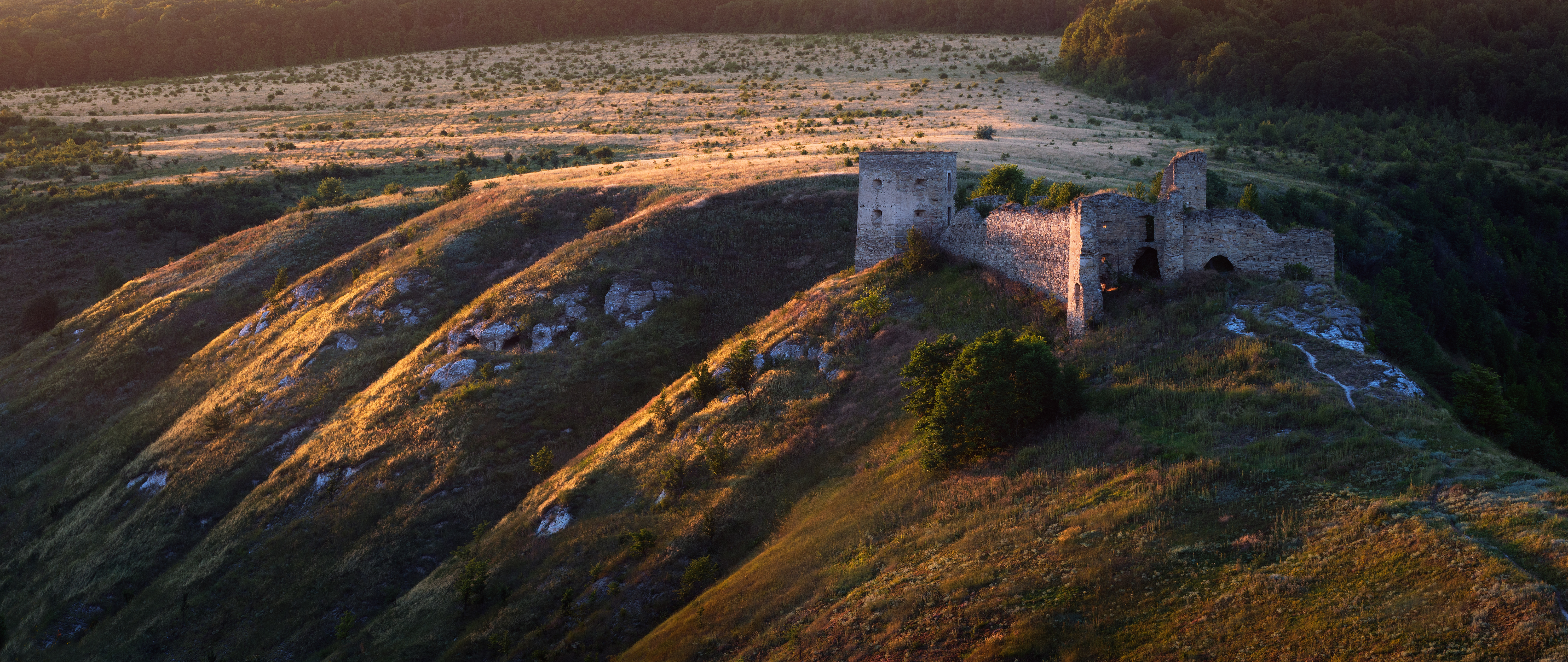
Кудринецкий замок

На территории Тернопольской области сохранились памятники истории и культуры:
- п. Вишневец: дворец магнатов Вишневецких и парк XVIII века;
- п. Гусятин: Онуфриевская церковь второй половины XVI века, костёл и монастырь бернардинцев XVI—XVII веков, ратуша;
- г. Залещики: дворец XVIII века;
- с. Межгорье: старославянский пещерный храм X—XVII веков с жертвенным камнем и Вознесенская церковь XVII века;
- г. Подгайцы: костёл XV—XVII веков, Успенская церковь XVII века, синагога XVII века;
- г. Почаев — Почаевская лавра;
- п. Микулинцы: замок XVI века, дворец XVIII—XIX веков, костёл XVIII века;
- с. Кривче: замок XVII века;
- с. Сапогов: деревянная церковь XVIII века;
- п. Скала-Подольская: замок XV—XVI веков, оборонительная башня XVI века, дворец в стиле барокко, костёл и парк XVIII века;
- г. Скалат — замок 1630 года;
- с. Скорики: деревянная церковь Иоанна Богослова XVII века;
- с. Язловец (ранее Яблоновка) Бучачского района: руины замка XIV—XVIII веков, Николаевская церковь XVII века, Успенский костёл с колокольней 1589—1590, дворец середины XVII века[60].
- с. Коропец: Дворец графа Бадени XIX век, деревянная церковь Успения Пресвятой Богородицы;

## Награды
- Орден Ленина (5 июня 1967 года)[61].